# Peter Faneuil
Peter Faneuil (20 juin 1700 à Nouvelle-Rochelle - 3 mars 1743 à Boston) est un riche marchand colonial, négrier et philanthrope d'origine française, qui a fait don et donna son nom au Faneuil Hall à la ville de Boston.

## Enfance
Aîné des enfants de l'un des trois frères Huguenots originaire de La Rochelle qui avaient fui la France avec une fortune considérable à la suite de la révocation de l'édit de Nantes en 1685, Peter Faneuil est né de Benjamin Faneuil et d'Anne Bureau le 20 juin 1700 dans la ville de Nouvelle-Rochelle, dans l'État de New York.
Après avoir émigré aux États-Unis une dizaine d'années avant et être devenus des citoyens d'honneur de la baie du Massachusetts en 1861, le père de Peter, prénommé Benjamin, ainsi qu'Andrew, son oncle, devinrent par la suite les premiers colons de Nouvelle-Rochelle. Peu de temps après, Andrew fit de Boston son lieu de résidence permanent. Benjamin épousa Anne Bureau en 1699 et ils eurent au moins deux fils et trois filles qui vécurent jusqu'à l'âge adulte.
On sait peu de choses sur l'enfance de Peter. Son père qui était un homme important et plutôt aisé, mourut en 1719 alors que Peter n'avait que 18 ans, et peu de temps après, Peter, Benjamin Jr. et sa sœur Mary déménagèrent à Boston. Leur oncle Andrew, veuf et sans enfants, était devenu l'un des hommes les plus riches de la Nouvelle-Angleterre grâce à un commerce judicieux et à de réels investissements immobiliers à Boston. Andrew a peut-être adopté officiellement ses deux neveux. Peter Faneuil obtint son premier titre de gloire en 1728 lorsqu'il aida son beau-frère Henry Phillips à s'échapper en France après avoir tué Benjamin Woodbridge lors du premier duel qui ait jamais eu lieu à Boston.

## Sa vie de marchand
Peter Faneuil entra à la commission et aux affaires maritimes de Boston et se révéla très vite être un commerçant compétent, aidant son oncle dans la gestion d'un établissement mercantile lucratif qui traitait avec l'île d'Antigua, la Barbade, l'Espagne, les îles Canaries et l'Angleterre, ce ne sont que quelques exemples des endroits où les correspondances établies par Faneuil existent encore.

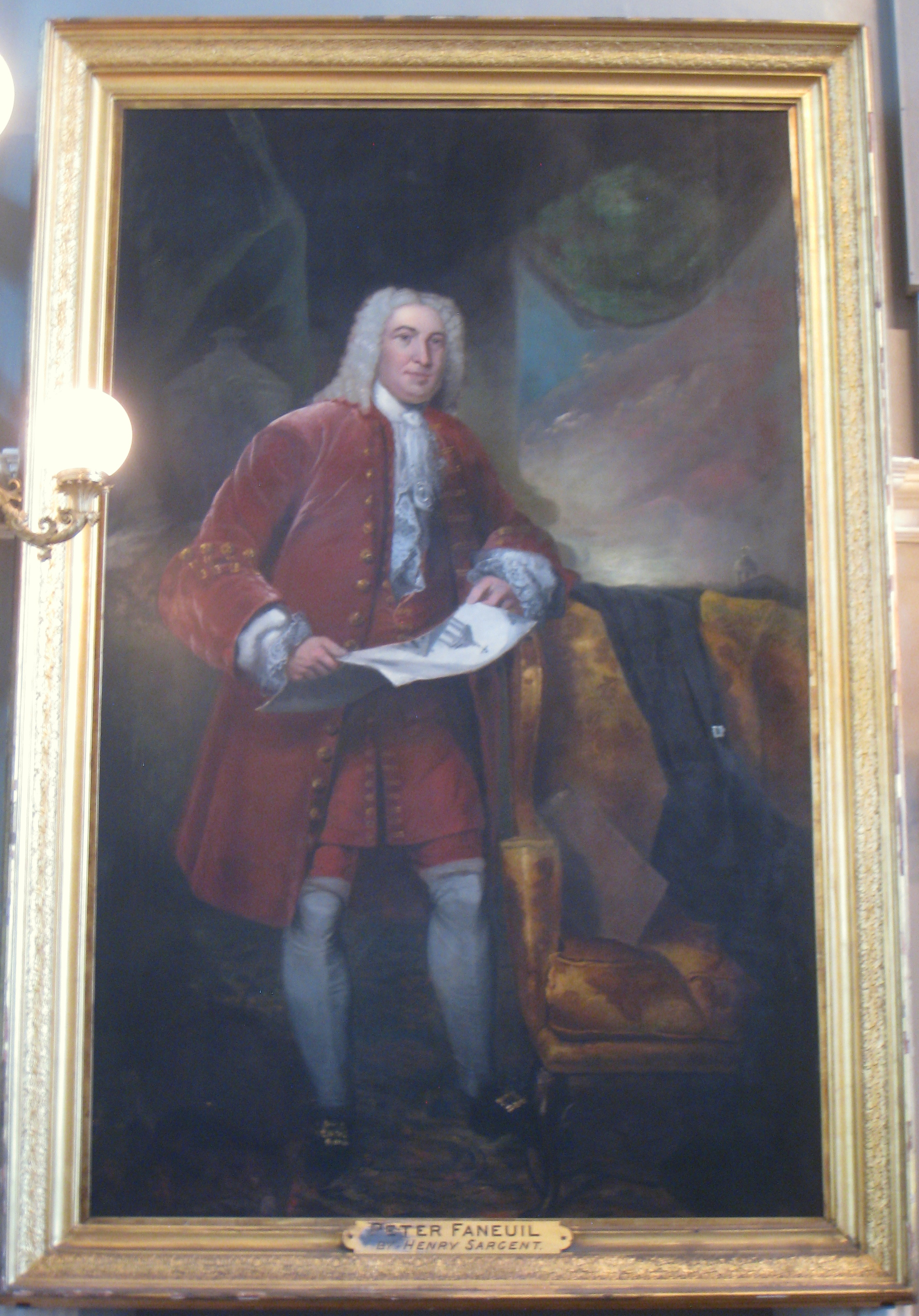
Portrait de Peter Faneuil.

Jouant un rôle majeur dans le commerce triangulaire, Peter expédia les esclaves par bateau jusqu'aux Antilles et apporta de la mélasse et du sucre aux treize colonies. Il manipula des marchandises en provenance d'Europe et des Caraïbes, exporta du rhum, du poisson et des produits alimentaires et s'engagea dans la construction navale. Lorsqu'il se hasarda au commerce côtier et transatlantique à la fois par navire et par cargo, il partagea généralement les risques encourus avec les autres. Prélevant 5 % de charge pour le traitement des envois, il utilisait des méthodes commerciales de pointe et notait tout soigneusement. Des agents travaillant dans les zones de pêche le tenaient informé des prix du marché et renforçaient ses relations commerciales.
Son commerce n'était pas entièrement légal. Lorsqu'en 1736, son navire Providence fut saisi pour avoir échangé du poisson et de l'huile contre de l'or français, il se plaignit que seul le « caprice » du juge de l'amirauté, un homme « vil », était responsable d'« impositions » sur un « commerçant juste », des impositions qui selon lui étaient « en aucun cas fondées sur la loi et la justice ». 
Veuf et sans enfant, Andrew Faneuil menaça, pour une raison indéterminée, de déshériter l'un ou l'autre de ses deux neveux s'ils se mariaient. Benjamin Jr préféra le mariage à une part de l'énorme fortune Faneuil, qui, en plus des navires, des magasins et d'une maison située à Tremont Street, comprenait des actions d'une valeur de 14 000 livres provenant de la compagnie anglaise des Indes orientales. Durant la dernière maladie de son oncle, Peter géra les affaires d'Andrew aussi bien que les siennes. Peter, qui était basané, trapu et handicapé depuis l'enfance, resta célibataire et hérita de la plus grande partie de la fortune. Peter devint, malgré de beaux legs à ses sœurs, l'un des hommes les plus riches de l'Amérique et vécut dans un manoir somptueux de Bacon Street.
Durant les cinq brèves années de vie qui lui restèrent après la mort de son oncle en février 1738, il vécut fidèle au nom de l'un de ses meilleurs navires: The Jolly Bachelor (Le Célibataire Joyeux). Lorsqu'il écrivit à ses partenaires de Londres pour les informer de la mort de son oncle, il demanda également du vin de Madère : « Comme ce vin est destiné à un usage personnel, j'espère que vous veillerez à me fournir le meilleur ». Peu de temps après, il demanda un « beau char » arborant le blason de la famille, conduit par un cocher dont il était peu probable qu'il se laissât débaucher par des boissons fortes, du rhum, etc., comme le furent la plupart des serviteurs européens." Il demanda également des livres de cuisine, les meilleurs et les plus récents, contenant diverses recettes afin que sa servante pût profiter de cette lecture.

## Faneuil Hall et autres dons
Le fait le plus remarquable fut lorsque Faneuil fit cadeau à la ville de Boston du Faneuil Hall qui ouvrit en septembre 1742, six mois à peine avant sa mort. En juillet 1740, Faneuil avait offert à la ville un grand bâtiment pour les marchés. Cette offre fut très controversée : les habitants de Boston avaient débattu tout au long du XVIIIe siècle pour savoir si un marché centralisé était préférable à toutes les commodités, telle que la livraison à domicile, et à tous les inconvénients, tels que le bruit des chariots poussés par les colporteurs, des prix plus élevés, et l'action même de pratiquer le colportage dans les rues.

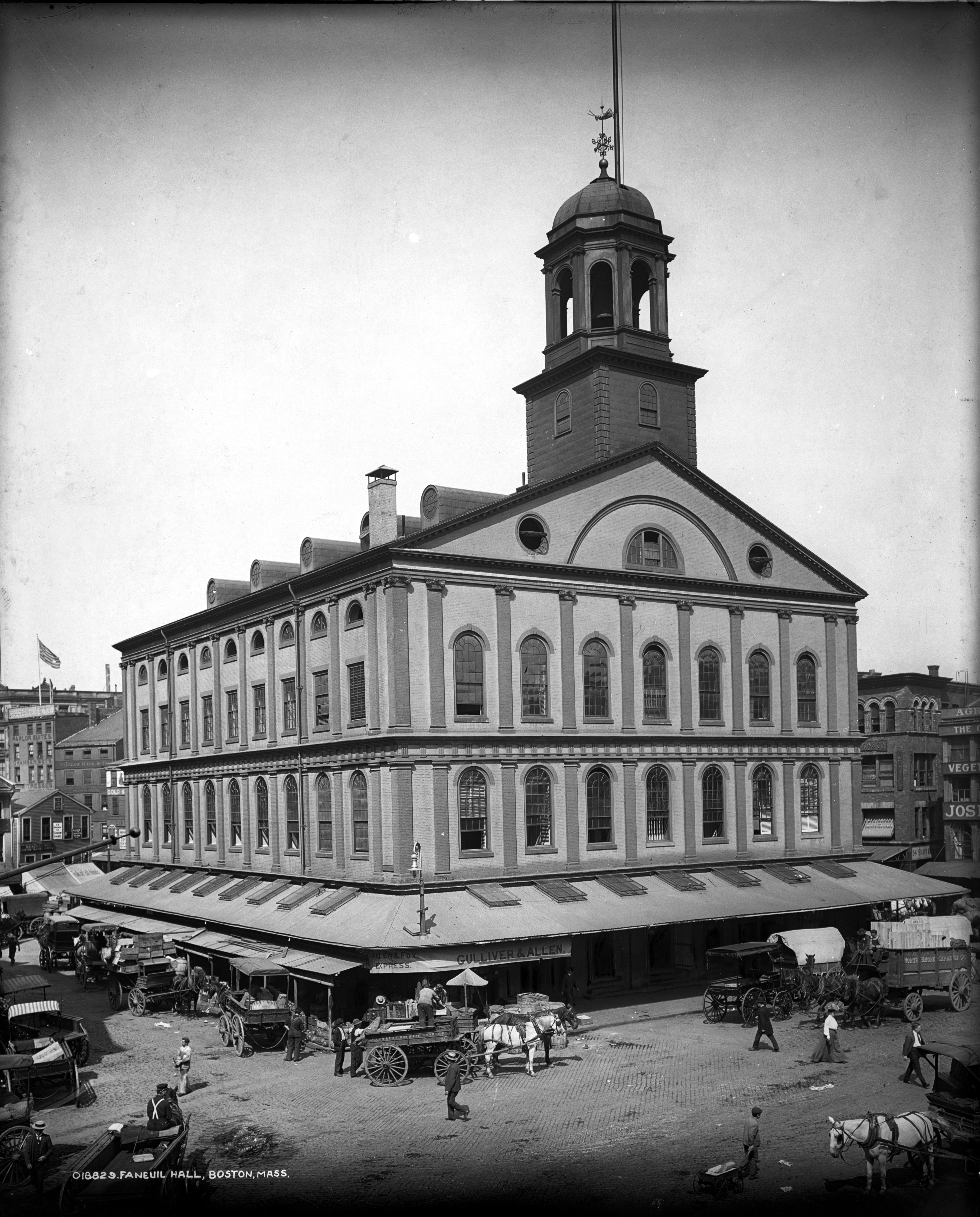
Faneuil Hall en 1903

En 1737, des marchés construits par la ville avaient été détruits par une bande déguisée en membres du clergé. Ce ne fut que par un vote de 367 voix contre 360 que le conseil de la ville de Boston (Boston Town Meeting) accepta l'offre de Faneuil. Il fallut deux ans pour construire le bâtiment qui prit le nom de Faneuil après sa mort. Il fut détruit par un incendie en mars 1761 ; les murs restèrent, mais la structure intérieure, dans laquelle le conseil de la ville se retirait fréquemment pour protester contre la politique britannique à l'approche de la Révolution Américaine, fut ajoutée après l'incendie.
La pièce située au-dessus des étals du marché devint un centre civique où se tinrent de nombreuses réunions pré-révolutionnaires, si bien que Faneuil Hall fut connu comme le « Berceau de la Liberté » de l'Amérique. Faneuil Hall existe encore, même s'il est éclipsé par le complexe du Quincy Market, construit juste derrière, au cours du XIXe siècle.
Bien que Faneuil aimât profiter de la vie, ses contemporains et la postérité l'honorent essentiellement comme étant un bienfaiteur public. John Lowell, qui fit son éloge funèbre, déclara que Faneuil « nourrissait les affamés, habillait les personnes nues et réconfortait les orphelins et les veuves dans leur détresse ». Une notice nécrologique nota qu'il s'agissait d'« un gentleman, détenteur d'une très grosse fortune et d'un homme très généreux », cette noble donation qu'il avait faite à sa ville et l'embauche constante d'un grand nombre de commerçants, d'artisans et d'ouvriers, pour qui il était un payeur libéral..., firent de sa vie une bénédiction publique et de sa mort une perte générale.
Dans le cas de Faneuil, de tels éloges étaient plus que de gentilles paroles que l'on adresse généralement à une personne qui vient de mourir. Il fit des dons généreux à la Société Épiscopale de Bienfaisance, une fondation pour les familles des prêtres défunts de l'église de la Trinité, église à laquelle il appartenait, et fut trésorier du projet visant à construire la King's Chapel actuelle. D'autres riches Anglicans de Boston n'avaient apparemment pas la même ferveur, car le projet traîna cinq années encore après sa mort qui intervint après qu'il eut fait don de 200 livres sterling.

## Sa mort

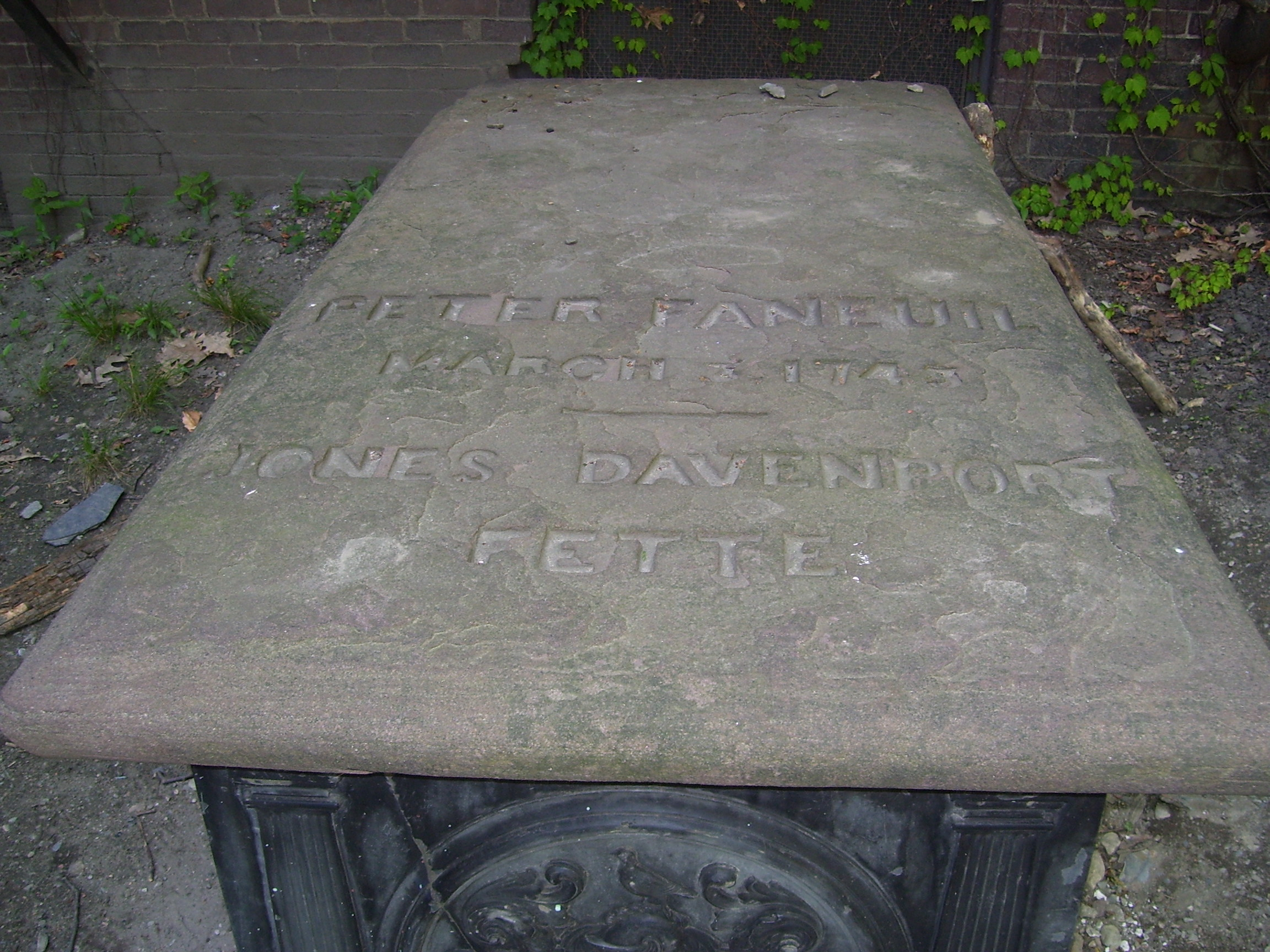
La tombe de Peter Faneuil

Faneuil mourut d'un œdème à Boston en 1743 et fut enterré dans le Granary Burying Ground. Faneuil, qui ne s'était jamais marié, légua sa fortune ainsi que cinq esclaves noirs et 195 douzaines de bouteilles de vin, à sa sœur Mary et à son frère Benjamin Jr. (qui allait plus tard devenir Loyaliste), qui ironiquement, apprécia le legs que lui avait fait son oncle beaucoup plus que son frère dont la durée de vie fut courte. L'historien du XIXe siècle Lucius M. Sargent dit de Peter Faneuil qu'il « avait une vie aussi magnifique que celle d'un grand seigneur, qu'il était aussi hospitalier qu'un évêque et aussi charitable qu'un apôtre ».

## Source
- (en) Cet article est partiellement ou en totalité issu de l’article de Wikipédia en anglais intitulé « Perter Faneuil » (voir la liste des auteurs).